# Struma ovarii
A struma ovarii (szó szerint: petefészek golyva) a monodermális teratoma ritka formája, amely túlnyomórészt pajzsmirigyszövetet tartalmaz, ami hyperthyreosishoz vezethet. Neve ellenére a struma ovarii nem korlátozódik a petefészekre. A struma ovarii túlnyomó többsége jóindulatú daganat; az ilyen típusú rosszindulatú daganatok azonban az esetek kis százalékában fordulnak elő.

## Radiológiai jellemzők
A struma ovarii ultrahangos jellemzői nem specifikusak, de heterogén, túlnyomóan szilárd tömeg látható. Az ultrahang összetett megjelenést mutat, több cisztás és szilárd területtel, amelyek a daganat durva patológiás megjelenését tükrözik.
A mágneses rezonancia képalkotás (MRI) leletek jellemzőbbek lehetnek: A cisztás terek magas és alacsony jelintenzitást is mutatnak a T1 és T2 súlyozott képeken. A cisztás terek egy része alacsony jelintenzitást mutathat mind a T1-, mind a T2-súlyozott képeken a struma vastag, kocsonyás kolloidja miatt. Ezekben az elváltozásokban nem látható zsír.